# Oceanosuchus
Oceanosuchus  es un género extinto de mesoeucrocodilio folidosáurido, un tipo de crocodilomorfo marino. Es conocido a partir de un cráneo y un esqueleto parcial hallados en rocas que datan del inicio del Cenomaniense en Normandía, Francia. El rostrum del cráneo era relativamente corto comparado con el de otros folidosáuridos. Oceanosuchus fue descrito en 2007 por Hua y colaboradores. La especie tipo es O. boecensis.